# Liste der Baudenkmale in Gerdau
In der Liste der Baudenkmale in Gerdau sind alle Baudenkmale der niedersächsischen Gemeinde Gerdau aufgelistet. Die Quelle der IDs und der Beschreibungen ist der Denkmalatlas Niedersachsen. Der Stand der Liste ist der 8. November 2021.

## Allgemein
In den Spalten befinden sich folgende Informationen:
- Lage: die Adresse des Baudenkmales und die geographischen Koordinaten. Kartenansicht, um Koordinaten zu setzen. In der Kartenansicht sind Baudenkmale ohne Koordinaten mit einem roten Marker dargestellt und können in der Karte gesetzt werden. Baudenkmale ohne Bild sind mit einem blauen Marker gekennzeichnet, Baudenkmale mit Bild mit einem grünen Marker.
- Bezeichnung: Bezeichnung des Baudenkmales
- Beschreibung: die Beschreibung des Baudenkmales. Unter § 3 Abs. 2 NDSchG werden Einzeldenkmale und unter § 3 Abs. 3 NDSchG Gruppen baulicher Anlagen und deren Bestandteile ausgewiesen.
- ID: die Objekt-ID des Baudenkmales
- Bild: ein Bild des Baudenkmales, ggf. zusätzlich mit einem Link zu weiteren Fotos des Baudenkmals im Medienarchiv Wikimedia Commons. Wenn man auf das Kamerasymbol klickt, können Fotos zu Baudenkmalen aus dieser Liste hochgeladen werden:

## Gerdau

### Gruppe: In der Worth 1
Die Gruppe „In der Worth 1“ hat die ID 31079832.
Hofanlage mit Wohnhaus, Nebengebäude, Scheune, innerer Hoffläche samt Pflasterung und altem Baumbestand.

| Lage                                        | Bezeichnung  | Beschreibung | ID       | Bild |
| ------------------------------------------- | ------------ | --- | -------- | ---- |
| In der Worth 1 52° 57′ 59″ N, 10° 25′ 12″ O | Wohnhaus     | Zweigeschossiger Fachwerkbau mit Backsteinausfachungen unter Walmdach in Hohlpfannendeckung. Mit mittigem Zwerchhaus. Errichtet 1900.                                                | 31088213 | BW   |
| In der Worth 1 52° 58′ 0″ N, 10° 25′ 13″ O  | Scheune      | Eingeschossiger Fachwerkbau mit Backsteinausfachungen unter Halbwalmdach. Vier Quereinfahrten. 1896 als Wohn-/Wirtschaftsgebäude errichtet, 1900 zur Scheune umgebaut und erweitert. | 31088595 | BW   |
| In der Worth 1 52° 57′ 59″ N, 10° 25′ 14″ O | Baumbestand  | Die Hofanlage ist besetzt mit altem Eichenbestand, insbesondere der rechteckige Innenhof ist von Birken gesäumt.                                                                     | 31088714 | BW   |
| In der Worth 1 52° 57′ 58″ N, 10° 25′ 12″ O | Nebengebäude | Eingeschossiger traufständiger Fachwerkbau mit Backsteinausfachungen unter Halbwalmdach in Hohlpfannendeckung. Errichtet in der zweiten Hälfte des 18. Jahrhunderts.                 | 31088575 | BW   |

### Gruppe: Klintmühle
Die Gruppe „Klintmühle“ hat die ID 31079845.
 Die Klintmühle war ehemals ein Erbzinsgut des Lüneburger St. Michaelisklosters. Erhalten haben sich das Mühlengebäude des späten 19. Jahrhunderts, der aus dem Häsebach aufgestaute Mühlenteich sowie alte Pflasterung und umfangreicher historischer Baumbestand.

| Lage                                      | Bezeichnung   | Beschreibung | ID       | Bild |
| ----------------------------------------- | ------------- | --- | -------- | ---- |
| Klintmühle 1 52° 57′ 55″ N, 10° 23′ 59″ O | Mühlengebäude | Die Klintmühle befindet sich in einem Waldstück südlich der B 71 und westlich des Ortes Gerdau. Früher war es ein Erbenzinshof des Michaeliskloster in Lüneburg. | 31088238 |      |
| Klintmühle 1 52° 57′ 56″ N, 10° 23′ 55″ O | Teich         | Der Gerdauer Mühlenteich erstreckt sich westlich der Klintmühle.                                                                                                 | 31088888 | BW   |

### Gruppe: St. Michaeliskirche mit Kirchhof
Die Gruppe „St. Michaeliskirche mit Kirchhof“ hat die ID 49686680.
 Die evangelische St. Michaeliskirche steht im alten Ortskern von Gerdau. Umgeben wird sie von einem grünen Kirchhof mit altem Baumbestand, der eingefriedet ist durch eine Feldsteinmauer. An der Ostseite befindet sich ein Denkmal für die Gefallenen des Ersten und Zweiten Weltkriegs.

| Lage                                     | Bezeichnung | Beschreibung | ID       | Bild |
| ---------------------------------------- | ----------- | --- | -------- | ---- |
| An der Kirche 52° 58′ 3″ N, 10° 25′ 8″ O | Kirche      | Die erste Erwähnung des Ortes und der Kirche St. Michaelis Gerdau war im Jahr 1004, als Herzog Bernhard I. die Kirche und die Curtis dem Michaeliskloster in Lüneburg übertrug. Am Schiff der Kirche befinden sich Teil der Mauer aus Feldsteinen aus dem 13. oder 14. Jahrhundert. Der gotische Westturm wurde um 1500 hinzugefügt. Von 1890 bis 1862 wurde mit Hilfe alter Teile die Kirche neu aufgebaut, die Pläne dazu stammen von C. W. Hase. Aus dieser Zeit stammt auch die Ausstattung der Kirche. Die Kirche wurde ab 1983 restauriert. | 31088041 |      |
| An der Kirche 52° 58′ 2″ N, 10° 25′ 8″ O | Kirchhof    | Die St. Michaeliskirche wird umgeben von einem als Grünfläche gestalteten Kirchhof mit altem Baumbestand und einer nahezu geschlossen umlaufenden Einfriedungsmauer aus Feldsteinen. Westlich wird die Mauer als Stützmauer im Straßenverlauf weitergeführt. | 31087648 | BW   |

### Gruppe: Hauptstraße 12
Die Gruppe „Hauptstraße 12“ hat die ID 31079876.
 Die Hofanlage Hauptstraße 12 in Gerdau stellt eine geschlossene Anlage aus Bauten der zweiten Hälfte des 19. Jahrhunderts in Backsteinbauweise dar. Die Gebäude sind gruppiert um einen gepflasterten Innenhof, auf dem sich zudem ein alter Hofbrunnen befindet.

| Lage                                       | Bezeichnung | Beschreibung | ID       | Bild |
| ------------------------------------------ | ----------- | --- | -------- | ---- |
| 52° 58′ 2″ N, 10° 25′ 10″ O                | Scheune     | Massivbau in Backsteinsichtmauerwerk unter ziegelgedecktem Satteldach, Drempel und Giebel in Fachwerk. Westlich angebaut eine Remise unter ziegelgedecktem Krüppelwalmdach. Erbaut Ende des 19. Jahrhunderts. | 31088102 | BW   |
| Hauptstraße 12 52° 58′ 2″ N, 10° 25′ 11″ O | Futterküche | Heute Pferdestall. Anderthalbgeschossiger Backsteinbau unter Satteldach in Hohlpfannendeckung. Ende des 19. Jahrhunderts.                                                                                     | 31088138 | BW   |
| Hauptstraße 12 52° 58′ 1″ N, 10° 25′ 11″ O | Stall       | Langgestreckter eingeschossiger Massivbau in Backsteinsichtmauerwerk unter ziegelgedecktem Satteldach. Erbaut als Schweinestall Ende des 19. Jahrhunderts.                                                    | 31088120 | BW   |
| Hauptstraße 12 52° 58′ 0″ N, 10° 25′ 11″ O | Remise      | L-förmiger eingeschossiger Backsteinbau unter ziegelgedecktem Satteldach. Erbaut als Remise Ende des 19. Jahrhunderts.                                                                                        | 31088156 | BW   |
| Hauptstraße 12 52° 58′ 1″ N, 10° 25′ 10″ O | Wohnhaus    | Massivbau in Backsteinsichtmauerwerk unter Satteldach in Ziegelpfannendeckung. Wohnteil hammerkopfartig einem Viehhaus vorgebaut. Erbaut 1886/1887 (i).                                                       | 31088078 | BW   |
| Hauptstraße 12 52° 58′ 1″ N, 10° 25′ 10″ O | Stall       | Kuhstall. Eingeschossiger traufständiger Backsteinbau unter Satteldach in roter Hohlpfannendeckung. 1866. | 31088791 | BW   |

### Einzelbaudenkmal
| Lage                                       | Bezeichnung            | Beschreibung | ID       | Bild |
| ------------------------------------------ | ---------------------- | --- | -------- | ---- |
| An der Kirche 1 52° 58′ 2″ N, 10° 25′ 6″ O | Ehemalige Schule       | Die ehemalige Schule wurde im Jahre 1817 erbaut. Es ist ein eingeschossiges Fachwerkhaus mit einem winkeligen Grundriss und einem Krüppelwalmdach. Die Schule befindet sich südlich der Kirche.                                         | 31088022 | BW   |
| Hauptstraße 10 52° 57′ 59″ N, 10° 25′ 9″ O | Wohnhaus               | Traufständiger eingeschossiger Backsteinbau mit Zierfachwerk im Obergeschoss unter Krüppelwalmdach in Doppelmuldenfalzziegeldeckung. Dreiachsiges Zwerchhaus auf gusseisernen Säulen. Mit diversen Innenraumfassungen. Erbaut 1911 (i). | 31088061 | BW   |
| Hauptstraße 15 52° 58′ 5″ N, 10° 25′ 17″ O | Wohnwirtschaftsgebäude | Eingeschossiger traufständiger Backsteinbau von 1876 (i), 1903 durch einen straßenseitigen schmuckvollen Mittelrisalit ergänzt. Genutzt als Dorfgasthaus. Ehemalige Hofanlage Nr. 4.                                                    | 31088194 | BW   |

## Bargfeld

### Einzelbaudenkmal
| Lage                                            | Bezeichnung     | Beschreibung | ID       | Bild |
| ----------------------------------------------- | --------------- | --- | -------- | ---- |
| Kattenstraße 7 52° 57′ 9″ N, 10° 23′ 54″ O      | Speicher        | Kleines Fachwerkgebäude unter Satteldach in Hohlpfannendeckung. Errichtet 1673 (i).                                                                          | 31087666 | BW   |
| Postweg 3 52° 57′ 2″ N, 10° 23′ 45″ O           | Speicher        | Langgestreckter verbohlter Doppelspeicher unter Satteldach in Hohlpfannendeckung. Errichtet in der ersten Hälfte des 19. Jahrhunderts.                       | 31087700 | BW   |
| Wichtenberger Weg 4 52° 57′ 8″ N, 10° 23′ 58″ O | Speicher        | Anderthalbgeschossiger Fachwerkbau unter ziegelgedecktem Satteldach. Errichtet 1788 (i).                                                                     | 31087734 | BW   |
| Krähenkamp 52° 56′ 5″ N, 10° 23′ 22″ O          | Außenschafstall | Ständerbau unter Krüppelwalmdach in Doppelmuldenfalzsteindeckung. Giebel vertikal mit Boden-Leisten-Schalung verbrettert. Errichtet wohl im 18. Jahrhundert. | 40738315 | BW   |

## Barnsen

### Einzelbaudenkmale
| Lage                                        | Bezeichnung          | Beschreibung | ID                              | Bild |
| ------------------------------------------- | -------------------- | --- | ------------------------------- | ---- |
| Barnser Ring 1 52° 58′ 41″ N, 10° 26′ 40″ O | 2 Speicher, Backhaus | Anderthalbgeschossiger Treppenspeicher unter Satteldach in Hohlpfannendeckung. Zusammengebaut mit einem weiteren Speicher an der Südwestseite. Errichtet in der ersten Hälfte des 19. Jahrhunderts. Anderthalbgeschossiger Treppenspeicher unter Satteldach in Hohlpfannendeckung. Direkt daran anschließend nach Nordosten ein weiterer Treppenspeicher, nach Südwesten ein Backhaus. Errichtet 1752 (i). | 31088498/1/-/ 31088480 31088498 | BW   |
| Barnser Ring 2 52° 58′ 41″ N, 10° 26′ 39″ O | Göpelschuppen        | Polygonales zweigeschossiges Fachwerkgebäude mit Backsteinausfachung. Flaches Zeltdach in Hohlpfannendeckung. Errichtet um 1890. | 31087808                        | BW   |
| Eichenstraße 1 52° 58′ 36″ N, 10° 26′ 38″ O | Wohnhaus             | Freistehender zweigeschossiger Backsteinbau unter ziegelgedecktem Walmdach. Mit steinimitierenden Putzelementen (Sockel, Treppe, Eckquaderung) und Risaliten mit oberem Fachwerkabschluss. Erbaut um 1900. | 31087825                        | BW   |
| Eichenstraße 6 52° 58′ 47″ N, 10° 26′ 43″ O | Heuerhaus            | Langgestrecktes traufständiges Fachwerkgebäude mit Backsteinausfachung unter ziegelgedecktem Halbwalmdach. Errichtet als Heuerhaus 1873 (i). | 31087842                        | BW   |

## Bohlsen

### Einzelbaudenkmal
| Lage                                                | Bezeichnung              | Beschreibung | ID       | Bild |
| --------------------------------------------------- | ------------------------ | --- | -------- | ---- |
| Barnser Straße 8 52° 57′ 54″ N, 10° 27′ 25″ O       | Wohn-/Wirtschaftsgebäude | Traufständiges Vierständer-Querdielenhaus in Fachwerk mit Backsteinausfachung unter hohlpfannengedecktem Halbwalmdach. Wohnteil zweigeschossig. Errichtet 1778 (i). | 31087879 | BW   |
| Schmiedestraße 1 52° 57′ 49″ N, 10° 27′ 28″ O       | Speicher                 | Anderthalbgeschossiger Bohlenständerbau unter hohlpfannengedecktem Satteldach. Mit Außentreppe. Errichtet 1783 (i).                                                 | 31087951 | BW   |
| Schmiedestraße 1 52° 57′ 49″ N, 10° 27′ 29″ O       | Speicher                 | Anderthalbgeschossiger Bohlenständerbau unter hohlpfannengedecktem Satteldach. Die westliche Giebelwand ist massiv ersetzt worden. Errichtet um 1800.               | 31087968 | BW   |
| Schmiedestraße 3 52° 57′ 49″ N, 10° 27′ 29″ O       | Speicher                 | Anderthalbgeschossiger Bohlenständerbau unter hohlpfannengedecktem Satteldach, an eine Werkstatt angebaut. Mit Außentreppe. Errichtet 1751 (i).                     | 31087985 | BW   |
| Twiete 52° 57′ 47″ N, 10° 27′ 28″ O                 | Speicher                 | Anderthalbgeschossiger Bohlenständerbau unter hohlpfannengedecktem Satteldach. Errichtet um 1800.                                                                   | 31087915 | BW   |
| Flur östlich des Ortes 52° 57′ 55″ N, 10° 28′ 23″ O | Außenschafstall          | Ziegelgedecktes Krüppelwalmdach, Giebelwände verbohlt. Errichtet als Außenschafstall wohl im 18. Jahrhundert.                                                       | 31087896 | BW   |

## Groß Süstedt

### Gruppe: Im Dorfe 4
Die Gruppe „Im Dorfe 4“ hat die ID 31079866.
 Die Hofanlage Im Dorfe 4 besteht aus einem Speichergebäude sowie einem ehemaligen Heuerhaus in Fachwerk.

| Lage                                    | Bezeichnung | Beschreibung | ID       | Bild |
| --------------------------------------- | ----------- | --- | -------- | ---- |
| Im Dorfe 4 52° 58′ 13″ N, 10° 23′ 39″ O | Heuerhaus   | Wandständerbau in eineinhalbgeschossiger Bauweise mit Kniestock unter einhüftigem Halbwalmdach in Ziegelpfannendeckung. Errichtet 1787 (i). | 31088321 | BW   |
| Im Dorfe 4 52° 58′ 14″ N, 10° 23′ 38″ O | Speicher    | Anderthalbgeschossiger Wandständerbau unter Satteldach in Ziegelpfannendeckung. Giebel und Kniestock verbohlt. Errichtet 1791 (i).          | 31088675 | BW   |

### Gruppe: Hof Konstantin
Die Gruppe „Hof Konstantin“ hat die ID 31079856.
 Der Hof Konstantin liegt etwa 1500 Meter westlich des Ortes Groß Süstedt, direkt nördlich an der B 71. Erbaut hat den Hof der Eisenwarenfabrikant Söhlmann aus Hannover im Jahr 1912. Die Stallungen, die Remise und die Bedienstenwohnungen befinden sich direkt nördlich der Straße, die Villa des Hofes befindet sich etwa 100 Meter nördlich auf einer Lichtung. Es ist ein Fachwerkhaus mit einem Mansarddach.

| Lage                                               | Bezeichnung               | Beschreibung | ID       | Bild |
| -------------------------------------------------- | ------------------------- | --- | -------- | ---- |
| An der Bundesstraße 2 52° 58′ 6″ N, 10° 22′ 16″ O  | Wohn-/ Wirtschaftsgebäude | Eingeschossiger traufständiger verputzter Massivbau unter Mansarddach in roter Hohlpfannendeckung mit zahlreichen Gauben. Im Ostgiebel Rundbogentor. Architekt: Fürstlich Lippischer Hofbaurat Wilhelm Mackensen, Hannover. 1916. Erbaut als Beamtenwohnhaus des Konstantin-Hofes. | 39045102 |      |
| An der Bundesstraße 2 52° 58′ 13″ N, 10° 22′ 12″ O | Jagdhaus                  | Das Jagdhaus wurde 1912 für den Hannoveraner Eisenfabrikanten Söhlmann erbaut. Es ist ein verwinkelter Fachwerkbau mit einem Mansarddach. Das Dach ist mit Hohlpfannen gedeckt. Am Haus befindet sich ein Wintergarten mit einem Satteldach.                                       | 31088280 | BW   |

### Einzelbaudenkmal
| Lage                                     | Bezeichnung              | Beschreibung | ID       | Bild |
| ---------------------------------------- | ------------------------ | --- | -------- | ---- |
| Im Dorfe 1 52° 58′ 18″ N, 10° 23′ 40″ O  | Speicher                 | Eineinhalbgeschossiger verbohlter Wandständerbau unter Satteldach in Ziegelpfannendeckung. Eine Tür an der Längsseite. Errichtet in der ersten Hälfte des 19. Jahrhunderts. | 31088302 | BW   |
| Im Dorfe 13 52° 58′ 17″ N, 10° 23′ 53″ O | Wohn-/Wirtschaftsgebäude | Giebelständiger Zweiständerbau in Fachwerk mit Backsteinausfachung unter ziegelgedecktem Halbwalmdach. Errichtet 1749 (i).                                                  | 31088343 | BW   |

## Holthusen II

### Einzelbaudenkmal
| Lage                                             | Bezeichnung              | Beschreibung | ID       | Bild |
| ------------------------------------------------ | ------------------------ | --- | -------- | ---- |
| Bundesstraße 2 52° 57′ 29″ N, 10° 25′ 47″ O      | Wohnhaus                 | Das Haus liegt an der Nordseite der B 71. Es ist ein eingeschossiges Haus mit einem zweigeschossigen, zweiachsigen Risalit mit einem Giebel. Das untere Geschoss ist massiv, das obere Geschoss aus Fachwerk. Erbaut wurde das Haus im Jahr 1909.                                                                                            | 31088379 | BW   |
| Untere Dorfstraße 2 52° 57′ 27″ N, 10° 25′ 46″ O | Wohn-/Wirtschaftsgebäude | Das Haus liegt an der Südseite der B 71, südöstlich des Hauses Bundesstraße 2. Es ist ein eingeschossiges Haus mit einem zweigeschossigen, dreiachsigen Risalit mit einem Giebel. In der Mitte des Risalites befindet sich der Eingang. Das untere Geschoss ist massiv, das obere Geschoss aus Fachwerk. Erbaut wurde das Haus im Jahr 1909. | 31088396 | BW   |

## Ehem Baudenkmale
| Lage                                              | Bezeichnung  | Beschreibung | ID | Bild                                                                                             |
| ------------------------------------------------- | ------------ | ------------ | -- | ------------------------------------------------------------------------------------------------ |
| Barnsen Eichenstraße 52° 58′ 46″ N, 10° 26′ 41″ O | Eichengruppe |              |    | [[Vorlage:Bilderwunsch/code!/C:52.979484,10.444853!/D:Barnsen Eichenstraße, Eichengruppe!/\|BW]] |